# Нововасилівка (Первомайський район)
Нововаси́лівка — село в Україні, у Врадіївській селищній громаді Первомайського району Миколаївської області. Населення становить 574 особи станом на 1 січня 2024 року, 416 з яких постійних мешканців.

## Символіка
Герб села Нововасилівка затверджено рішенням сільради №4 від 19 серпня 2006 року. Автор – А. Гречило. У золотому полі два покладені навхрест червоні списи з синіми вістрями вгору, по боках і внизу по синій квітці сон-трави з золотим віночком, а вгорі - червоний хрест.
Сонтрава показує унікальну флору. Козачі списи та хрест символізують стародавні козачі традиції. Золотий колір – символ багатства, добробуту, хліборобства, щедрих земель Степової України.

## Населення
Згідно з переписом УРСР 1989 року чисельність наявного населення села становила 748 осіб, з яких 349 чоловіків та 399 жінок.
За переписом населення України 2001 року в селі мешкали 704 особи.

### Мова
Розподіл населення за рідною мовою за даними перепису 2001 року:
| Мова       | Відсоток |
| ---------- | -------- |
| українська | 95,08 %  |
| молдовська | 3,14 %   |
| російська  | 1,78 %   |

### Уродженці
- Чобан Микола Іванович — молодший лейтенант Збройних Сил України, учасник російсько-української війни, Герой України (2023).